# Kazimierz Popiołek
Kazimierz Popiołek (ur. 25 lutego 1903 w Cieszynie, zm. 28 grudnia 1986 w Katowicach) – polski historyk, profesor Uniwersytetu Wrocławskiego, Jagiellońskiego i Śląskiego w Katowicach, badacz dziejów nowożytnych i najnowszych Śląska. Pierwszy rektor Uniwersytetu Śląskiego w Katowicach (1968–1972). Jego synem jest prof. Wojciech Popiołek.

## Życiorys
Był synem Franciszka Popiołka. Ukończył studia na Uniwersytecie Jagiellońskim. Do wybuchu II wojny światowej był nauczycielem w szkołach średnich województwa śląskiego. W czasie wojny przebywał w Warszawie, gdzie brał udział w tajnym nauczaniu. Był uczestnikiem powstania warszawskiego, został aresztowany w 1944 i następnie przebywał w obozach koncentracyjnych w Gross Rosen i w Litomierzycach.
Po II wojnie światowej był pracownikiem naukowym Instytutu Śląskiego oraz kierownikiem Zakładu Historii Śląska Instytutu Historii Polskiej Akademii Nauk. Był profesorem Uniwersytetu Wrocławskiego (1955–1964), kierownikiem Katedry Historii Wyższej Szkoły Pedagogicznej w Katowicach, dyrektorem Śląskiego Instytutu Naukowego, a następnie profesorem i prorektorem Uniwersytetu Jagiellońskiego. Współorganizator i pierwszy rektor Uniwersytetu Śląskiego w Katowicach (1968–1973). 1 października 1977 otrzymał tytuł doktora honoris causa Uniwersytetu Śląskiego w Katowicach.

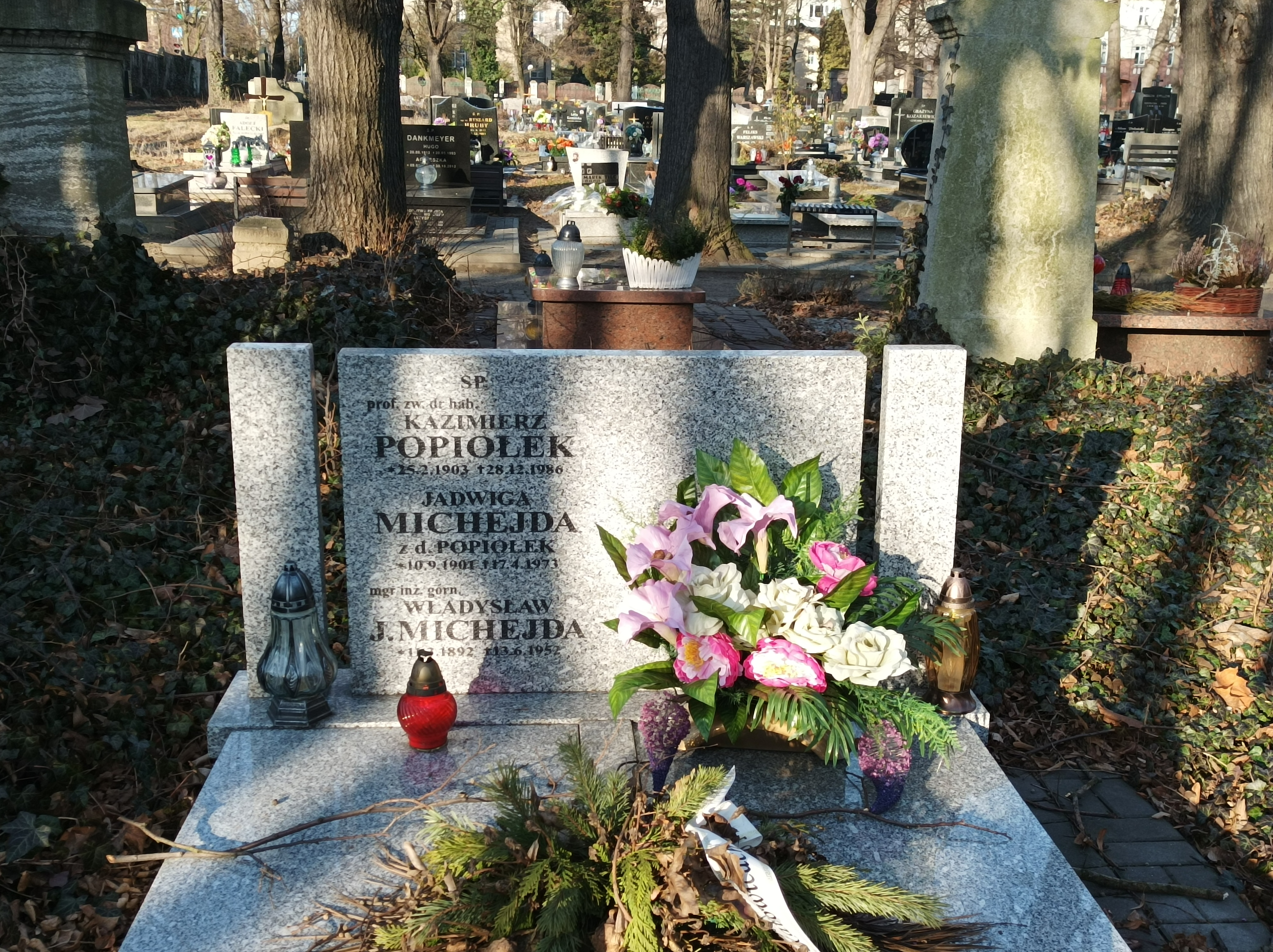
Grób prof. Kazimierza Popiołka na cmentarzu ewangelickim przy ul. Francuskiej w Katowicach

Został pochowany na cmentarzu ewangelickim przy ul. Francuskiej w Katowicach (kwatera 7-3-13a).
Jego imieniem jest nazwana aula w budynku Wydziału Nauk Społecznych UŚ w Katowicach.
Według materiałów zgromadzonych w archiwum Instytutu Pamięci Narodowej był w latach 1951–1980 zarejestrowany jako tajny współpracownik (informator)  Urzędu Bezpieczeństwa Publicznego oraz Służby Bezpieczeństwa o pseudonimie „Lech”.

## Główne prace
- Trzecie powstanie śląskie (1946)
- Tragedia Śląska w czasie rewolucji husyckiej (1419–1435), Warszawa (1947)
- Śląsk w oczach Gestapo (1948)
- Śląsk w oczach okupanta (1958), Wydawnictwo Śląsk
- Górnego Śląska droga do wolności (1967)
- Śląskie dzieje, Warszawa-Kraków PWN (1976)
- Encyklopedia powstań śląskich, Opole (1982)
- Historia Śląska od pradziejów do 1945 roku, Śląski Instytut Naukowy (1984) ISBN 83-216-0151-0
- Polskie dzieje Śląska, Instytut Śląski w Opolu (1986)

## Odznaczenia (wybrane)
Wśród nadanych mu odznaczeń znajdują się:
- Krzyż Komandorski z Gwiazdą Orderu Odrodzenia Polski
- Krzyż Kawalerski Orderu Odrodzenia Polski
- Order Sztandaru Pracy I klasy (dwukrotnie)
- Medal Komisji Edukacji Narodowej
- Odznaka tytułu honorowego „Zasłużony Nauczyciel Polskiej Rzeczypospolitej Ludowej”
- Medal Rodła (pośmiertnie, 1988)[11]